# 382 v.Chr.
Het jaar 382 v.Chr. is een jaartal volgens de christelijke jaartelling.

## Gebeurtenissen

### Griekenland
- De Thebaanse generaal Pelopidas vlucht naar Athene en organiseert het verzet tegen de Spartaansgezinde oligarchie in Thebe.

## Geboren
- Philippus II, koning van Macedonië en vader van Alexander de Grote
- Antigonus I Monophthalmus, koning en Macedonische veldheer